# (200225) 1999 TJ291
(200225) 1999 TJ291 es un asteroide perteneciente al cinturón de asteroides, descubierto el 10 de octubre de 1999 por el equipo del Lincoln Near-Earth Asteroid Research desde el Laboratorio Lincoln, Socorro, Nuevo México.

## Designación y nombre
Designado provisionalmente como 1999 TJ291.

## Características orbitales
1999 TJ291 está situado a una distancia media del Sol de 2,705 ua, pudiendo alejarse hasta 3,236 ua y acercarse hasta 2,173 ua. Su excentricidad es 0,196 y la inclinación orbital 13,87 grados. Emplea 1625,11 días en completar una órbita alrededor del Sol.

## Características físicas
La magnitud absoluta de 1999 TJ291 es 15,6.